# Riedensee
Riedensee este o arie protejată (arie specială de conservare — SAC, sit de importanță comunitară — SCI) din Germania întinsă pe o suprafață de 113 ha, integral pe uscat.

## Localizare
Centrul sitului Riedensee este situat la coordonatele 54°09′06″N 11°41′16″E / 54.1517°N 11.6878°E.

## Înființare
Situl Riedensee a fost declarat sit de importanță comunitară în decembrie 1999 pentru a proteja un număr necunoscut de specii din flora spontană și fauna sălbatică aflate în arealul zonei. Situl a fost protejat și ca arie specială de conservare în mai 2010.

## Biodiversitate
Situată în ecoregiunea continentală, aria protejată conține 6 habitate naturale: Lagune de coastă, Recifuri, Vegetație anuală la limita mareei, Pășuni atlantice udate de apa mării (Glauco-Puccinellietalia maritimae), Dune mobile de-a lungul țărmului cu Ammophila arenaria („dune albe”), Lacuri eutrofice naturale cu vegetație de tip Magnopotamion sau Hydrocharition.
La baza desemnării sitului se află un număr nedeclarat de specii protejate: